# Phytocoris sublineatus
Phytocoris sublineatus är en insektsart som beskrevs av Knight 1968. Phytocoris sublineatus ingår i släktet Phytocoris och familjen ängsskinnbaggar. Inga underarter finns listade i Catalogue of Life.